# 1853 na arte

Yacht SylvaPrint Yacht Sylva

## Nascimentos
| Data            | Nome                     | Profissão                                             | Nacionalidade                              | Observações | Ref   |
| --------------- | ------------------------ | ----------------------------------------------------- | ------------------------------------------ | ----------- | ----- |
| 11 de fevereiro | Artur Loureiro           | pintor                                                | Reino Unido de Portugal, Brasil e Algarves | m. 1932     | [ 1 ] |
| 14 de março     | Ferdinand Hodler         | pintor                                                | Suíça                                      | m. 1918     |       |
| 30 de março     | Vincent van Gogh         | pintor pós-impressionista                             | Países Baixos                              | m. 1890     |       |
| 23 de agosto    | João Marques de Oliveira | pintor naturalista e professor                        | Reino Unido de Portugal, Brasil e Algarves | m. 1927     |       |
| ??              | Henrique Pinto           | pintor do Naturalismo, que fez parte do Grupo do Leão | Reino Unido de Portugal, Brasil e Algarves | m. 1912     |       |

## Mortes
| Data | Nome | Profissão | Nacionalidade | Observações | Ref |
| ---- | ---- | --------- | ------------- | ----------- | --- |